# Medena zemlja
Medena zemlja (mak. Медена земја) je sjevernomakedonski dokumentarni film iz 2019. godine u režiji Tamare Kotevske i Ljubomira Stefanova. Prikazuje život Hatidže Muratove, pčelarice u udaljenom planinskom selu Bekirliji (Sjeverna Makedonija) i prati način njezina života i promjene u njemu nakon dolaska nomadske obitelji u susjednu kuću. Prvobitno zamišljen kao vladin dokumentarni kratki film o regiji koja okružuje rijeku Bregalnicu u središnjem dijelu zemlje, područje fokusa dokumentarca promijenilo je smjer nakon susreta filmske ekipe i Hatidže. Film Medena zemlja je 28. siječnja 2019. godine imao svjetsku premijeru na Sundance Film Festivalu, nakon čega je objavljen 26. srpnja 2019. godine u SAD-u.
Snimanje filma trajalo je tri godine, a redatelji su prikupili ukupno četiri stotine sati snimka. Neke ekološke teme istražene su u dokumentarcu, poput klimatskih promjena, gubitka biološke raznolikosti i iskorištavanja prirodnih resursa. Dvije različite ideologije suprotstavljene su glavnim akterima dokumentarca, a to je ravnoteža čovječanstva s ekosustavom prikazana preko Hatidže, te konzumerizam i iscrpljivanje resursa prikazani preko njezinih susjeda. Redateljski fokus prigodom snimanja filma bio je na vizualni materijal, a tijekom uređivanja audio zapis se nije koristio. Kao takav, Medena zemlja sadrži elemente nekoliko dokumentarnih stilova. Dokumentarni film također prikazuje odnos glavne junakinje filma s njezinom majkom i njezinim susjedima.
Medena zemlja je dobio široko i univerzalno kritičko priznanje suvremenika filmskih kritičara koji su pohvalili pozornost detaljima i porukama o očuvanju prirode. Dokumentarni film također je dobio brojne nagrade na festivalima u Europi i Sjedinjenim Američkim Državama. Bio je jedini film koji je osvojio tri različite nagrade na filmskom festivalu Sundance 2019. godine. Nominiran je za Najbolji međunarodni dugometražni film iz Sjeverne Makedonije, i za Najbolji dokumentarni film na 92. Oskaru. S tim nominacijama, film postaje prvi dokumentarac u povijesti koji je nominaciju dobio u obje kategorije. Dokumentarac je prva nominacija filma iz Sjeverne Makedonije za Oscara još od filma Prije kiše (1994.).